# Walerij Riumin
Walerij Wiktorowicz Riumin, ros. Валерий Викторович Рюмин (ur. 16 sierpnia 1939 w Komsomolsku nad Amurem, zm. 6 czerwca 2022) – radziecki inżynier i kosmonauta, Lotnik Kosmonauta ZSRR.

## Wykształcenie i praca zawodowa
- 1954 – ukończył szkołę podstawową w jednej ze wsi obwodu moskiewskiego.
- 1958 – został absolwentem technikum mechanicznego w Królewcu. Przez kilka miesięcy był zatrudniony jako tokarz stażysta w jednym z zakładów biura konstrukcyjnego Korolowa.
- 1958–1961 – Odbył zasadniczą służbę wojskową w jednostkach wojsk pancernych. Dowodził tam czołgiem.
- 1961–1966 – był studentem Moskiewskiego Instytutu Techniki i Leśnictwa (МЛТИ – Московский лесотехнический институт). Po jego ukończeniu otrzymał tytuł inżyniera-elektryka.
- 1965–1970 – Jesienią 1965 jako stażysta rozpoczął pracę w Biurze Konstrukcyjnym Koroliowa OKB-1 (ОКБ-1). Rok później został inżynierem w Centralnym Biurze Konstrukcyjnym Eksperymentalnej Budowy Maszyn (ЦКБЭМ) – obecnie RKK Energia im. S.P. Korolowa. Uczestniczył w pracach projektowych i doświadczeniach z załogowym statkiem przewidzianym do misji wokółksiężycowej 7K-Ł1 (7К-Л1) oraz automatycznych sond księżycowych typu Zond.
- 1970 – 1973 – był zastępcą Głównego Konstruktora długotrwałych stacji kosmicznych Salut.
- 1980 – Otrzymał stopień kandydata nauk technicznych. W tym samym roku został honorowym członkiem Międzynarodowej Akademii Astronautyki.

## Kariera kosmonauty i praca w Centrum Przygotowań Kosmonautów

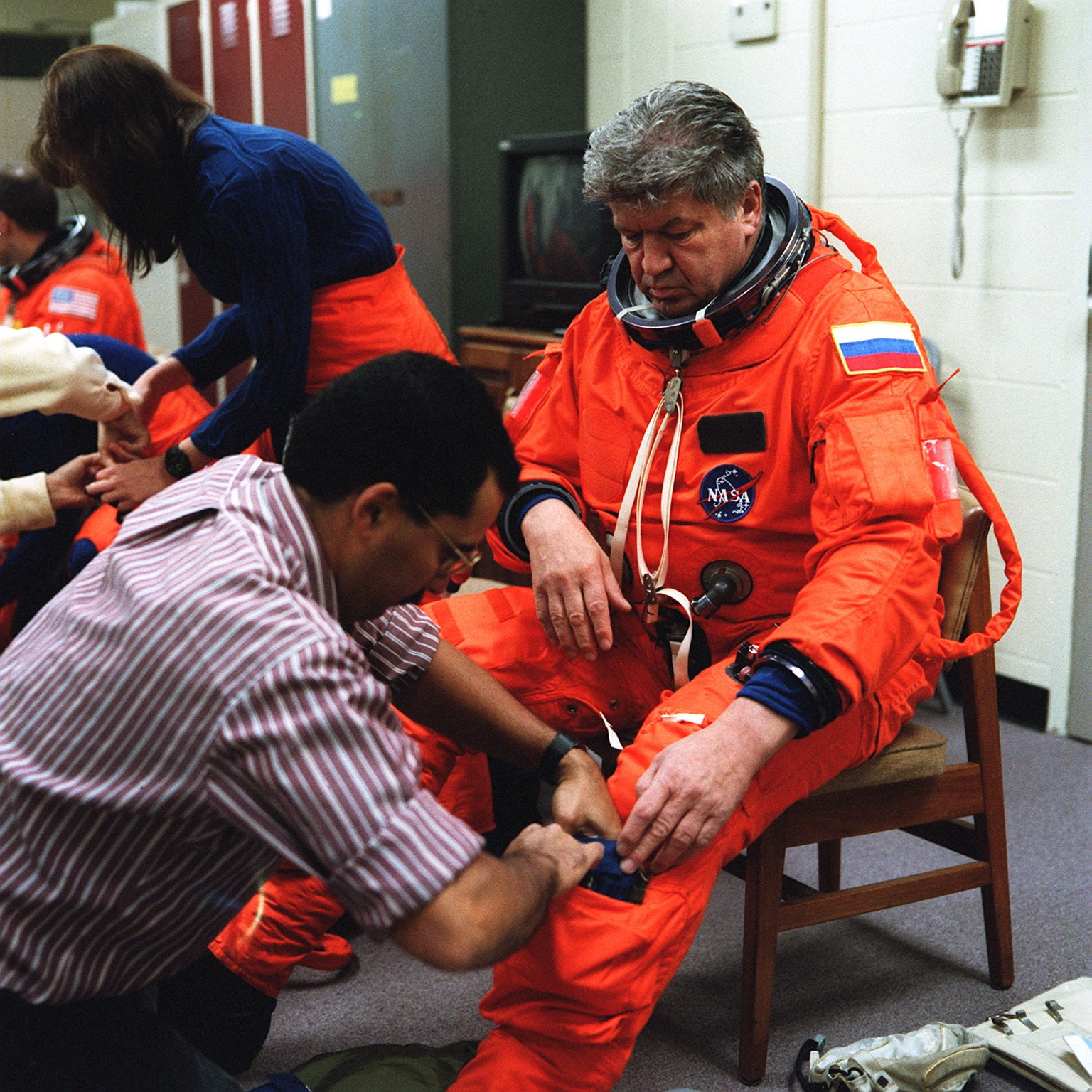
Riumin podczas treningu. Kwiecień 1998

- 1971 – po badaniach jakie przeszedł w Instytucie Problemów Medyczno-Biologicznych (ИМБП – Институте медико-биологических проблем) specjalna komisja medyczna uznała, że może być dopuszczony do specjalistycznych treningów jakim poddawani są kandydaci do lotu w kosmos.
- 1973 – 27 marca został przyjęty do oddziału radzieckich kosmonautów. Znalazł się w czwartej grupie cywilnych kandydatów biura konstrukcyjnego im. Koroliowa.
- 1975–1977 – wspólnie z Władimirem Kowalonokiem przygotowywał się w podstawowej załodze do pierwszego załogowego lotu na pokład nowej stacji kosmicznej Salut 6. W dniach 9–11 października 1977 wziął udział w zakończonym fiaskiem locie statku Sojuz 25. Po powrocie z kosmosu znalazł się w załodze dowodzonej przez Władimira Lachowa. Obaj rozpoczęli szkolenie jako załogi rezerwowe Sojuza 26 i Sojuza 29 odpowiednio pierwszej i drugiej stałej załogi Saluta 6.
- 1978 – 15 czerwca był dublerem inżyniera pokładowego statku Sojuz 29 – Aleksandra Iwanczenkowa. Później razem z Władimirem Lachowem jako załoga podstawowa trzeciej stałej ekspedycji na Saluta rozpoczęli przygotowania do lotu Sojuza 32.
- 1979 – od 25 lutego do 19 sierpnia uczestniczył w długotrwałym locie na pokładzie Saluta 6. Wystartował do niej na pokładzie statku Sojuz 32.
- 1980 – w lutym członek czwartej ekspedycji – Walentin Lebiediew – podczas szkolenia doznał poważnej kontuzji. Na dwa miesiące przed startem na jego miejsce wyznaczono Walerija Riumina. Załoga Sojuza 35 dowodzona przez Leonida Popowa wystartowała w kosmos 9 kwietnia a powróciła 11 października 1980. Riumin jest do dzisiaj jedynym kosmonautą, który na przestrzeni 20 miesięcy odbył dwie długotrwałe misje.
- 1982–1989 był kierownikiem lotu obiektów konstruowanych przez zjednoczenie Energia. Były to stacje kosmiczne Salut 7 i Mir, statki kosmiczne Sojuz i transportowce Progress oraz wahadłowiec Buran.
- 1986 – w czerwcu został zastępcą głównego konstruktora Zjednoczenia Naukowo-Przemysłowego „Energia” (НПО „Энергия”).
- 1987 – 28 października opuścił oddział kosmonautów w związku z przejściem na emeryturę.
- 1997–1998 – w lipcu 1997 międzyresortowa komisja państwowa wybrała go do lotu na wahadłowcu podczas misji STS-91. 5 września 1997 rozpoczął szkolenie w Ośrodku Kosmicznym im Johnsona. 21 stycznia 1998 został oficjalnie dołączony do składu załogi misji STS-91 jako specjalista misji. Lot wahadłowca Discovery odbył się w dniach 2–12 czerwca 1998. Riumin w czasie startu miał prawie 59 lat.

## Po opuszczeniu oddziału kosmonautów
- 1987 – 6 maja został zastępcą Głównego Inżyniera w NPO Energia (od 1997 RKK Energia).
- 1994–1998 – był z ramienia strony rosyjskiej kierownikiem programu „MIR-NASA” oraz „MIR-SPACE SHUTTLE”
- 1998 – po powrocie ze swojej ostatniej misji kosmicznej Riumin dalej pracował jako zastępca głównego inżyniera RKK Energia im. S.P. Korolowa. Został też dyrektorem programu Międzynarodowej Stacji Kosmicznej.

Autor lub współautor licznych publikacji poświęconych astronautyce i książek: „Год вне Земли” (Rok poza Ziemią) – 1987 i „РКК Энергия им.С.П.Королева” (RKK Energia im. S.P. Korolowa) – 1996.

## Loty załogowe
- „Sojuz 25”

Walerij Riumin po raz pierwszy wystartował w kosmos 9 października 1977. Był inżynierem pokładowym statku kosmicznego Sojuz 25, którym dowodził Władimir Kowalonok. Kosmonauci na pokładzie Saluta 6 mieli spędzić ponad 3 miesiące. Był to pierwszy lot załogowy w kierunku tej stacji kosmicznej. Dzień po starcie, 10 października Sojuz 25 trzykrotnie próbował przycumować do Saluta. Dochodziło do połączenia tych obiektów, ale załodze nie udało się jednak uzyskać hermetyczności połączenia. Z tego też powodu nie mogli przejść na pokład kompleksu orbitalnego. Lot musiał zostać przerwany. Po dwóch dobach – 11 października 1977 Sojuz 25 wylądował ponad 180 km od Celinogradu. Najbardziej prawdopodobną przyczyną niepowodzenia był niesprawny węzeł cumowniczy Sojuza 25, bowiem węzeł stacji był później wielokrotnie eksploatowany i tego typu problemy już nie wystąpiły.
- „Sojuz 32”

25 lutego 1979 z kosmodromu Bajkonur wystartował w kosmos statek Sojuz 32. Na jego pokładzie znajdowała się dwuosobowa załoga: dowódca – Władimir Lachow oraz inżynier pokładowy – Walerij Riumin. 26 lutego statek połączył się ze stacją kosmiczną Salut 6. Kosmonauci, którzy stanowili trzecią stałą załogę stacji Salut 6 podczas swojej misji przyjęli i rozładowali trzy statki transportowe typu Progress (5, 6 i 7). W kwietniu do zespołu orbitalnego miała dotrzeć radziecko-bułgarska załoga Rukawisznikow – Iwanow, ale niesprawność głównego silnika Sojuza-33 spowodowało, że ich lot po dwóch dobach został przerwany. Do końca swojej misji do Saluta nie przycumował żaden statek załogowy. W czerwcu dotarł do niej bezzałogowy Sojuz 34, na pokładzie którego powrócili później na Ziemię. 15 sierpnia 1979 Lachow i Riumin pracowali poza Salutem przez 1 godzinę i 23 minuty. Kosmonauci odczepili od konstrukcji stacji antenę radioteleskopu KRT-10. Powrót z orbity nastąpił 19 sierpnia 1979. Kapsuła Sojuza 34 osiadła w odległości 170 kilometrów od Dżezkazganu. Misja trwała 175 dni i była w tamtym czasie rekordową.
- „Sojuz 35”

9 kwietnia 1980 Walerij Riumin rozpoczął swój trzeci lot kosmiczny. Był inżynierem pokładowym statku Sojuz 35. Kosmonauci byli czwartą stałą załogą jaka pracowała na pokładzie stacji kosmicznej Salut 6. Wyprawą dowodził Leonid Popow. Początkowo w składzie załogi znajdował się Walentin Lebiediew, ale na dwa miesiące przed startem zamienił go właśnie W. Riumin. Dzień po starcie, 10 kwietnia, po pomyślnej operacji dokowania, obaj przeszli na pokład kompleksu orbitalnego. Podczas tej długotrwałej misji kosmonauci przyjęli i rozładowali trzy statki transportowe typu Progress (9, 10 i 11). Czterokrotnie odwiedzały ich inne załogi realizujące loty krótkotrwałe. W maju 1980 załoga radziecko-węgierska (Kubasow – Farkas). W czerwcu radziecka załoga Małyszew – Aksionow na nowym statku kosmicznym Sojuz T-2. W lipcu 1980 do Saluta dotarła radziecko-wietnamska załoga Gorbatko – Phạm Tuân a we wrześniu załoga radziecko-kubańska Romanienko – Tamayo Mendez. Popow i Riumin pozostali na stacji Salut 6 aż do 11 października 1980 ustanawiając wówczas światowy rekord przebywania człowieka w kosmosie – prawie 185 dni. Riumin został ponadto człowiekiem, który w sumie spędził najwięcej czasu w kosmosie – prawie 362 dni.
- STS-91 (Discovery F-24);

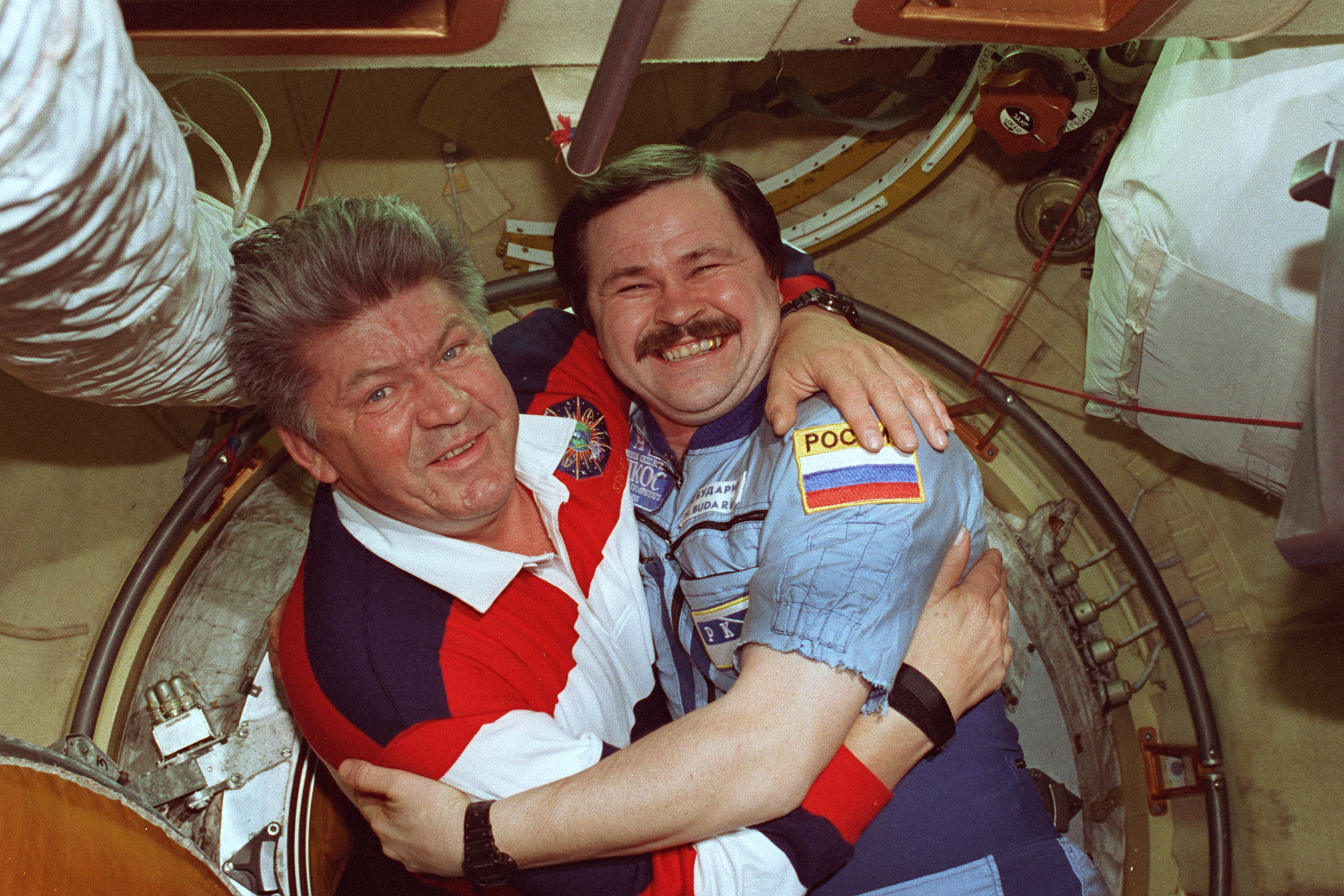
Walerij Riumin oraz Nikołaj Budarin na pokładzie stacji Mir. czerwiec 1998

W dniach od 2 do 12 czerwca 1998 jako specjalista misji (MS-4) wziął udział w locie kosmicznym wahadłowca Discovery. Misją STS-91 dowodził Charles J. Precourt, prom pilotował Dominic L. Gorie a specjalistami misji byli: Franklin R. Chang-Díaz (MS-1), Wendy B. Lawrence (MS-2) i Janet L. Kavandi (MS-3).
Była to 9 i zarazem ostatnia misja amerykańskiego wahadłowca, której celem była stacja kosmiczna Mir. Zasadniczym celem tej wyprawy było zabranie z pokładu stacji orbitalnej amerykańskiego astronauty Andrew Thomasa, który kończył długotrwały lot na jej pokładzie. Załoga wahadłowca dostarczyła poza tym na Mira zaopatrzenie i materiały naukowe dla stałej załogi, która kontynuowała lot. W czasie lotu zrealizowano również eksperyment AMS-1 (Alpha Magnetic Spectrometer) – pomiary na orbicie strumienia cząstek naładowanych. Riumin był setnym kosmonautą jaki po raz pierwszy odwiedził stację kosmiczną Mir. Podczas pobytu na stacji miał okazję przekonać się naocznie w jakim stanie technicznym znajduje się Mir i czy możliwa jest jego dalsze eksploatacja. 12 czerwca 1998 Discovery pomyślnie wylądował w KSC na Przylądku Canaveral na Florydzie.

## Odznaczenia i nagrody
- Medal Złota Gwiazda Bohatera Związku Radzieckiego – dwukrotnie (1979, 1980)
- Order Lenina – trzykrotnie (1977, 1979, 1980)
- Order „Za zasługi dla Ojczyzny” («За заслуги перед Отечеством») IV stopnia (1 lipca 1999)
- Medal „Za zasługi w podboju kosmosu” (2011, Rosja)[2]
- Złota Gwiazda Bohatera Republiki Kuby (1980)
- Order Playa Giron (1980, Kuba)
- Złota Gwiazda Bohatera Węgierskiej Republiki Ludowej (1980)
- Złota Gwiazda Bohatera Pracy Socjalistycznej Republiki Wietnamu (1980)
- Order Hồ Chí Minha (1980, Wietnam)
- Order „Przyjaźń” II klasy (Kazachstan, 2001)[3]
- Złoty Medal Akademii Nauk ZSRR im. Konstantina E. Ciołkowskiego
- Universal Astronaut Insignia za lot orbitalny (nr 84) – Stowarzyszenie Uczestników Lotów Kosmicznych (Association of Space Explorers(inne języki))[4]

## Wykaz lotów
| Loty kosmiczne, w których uczestniczył Walerij W. Riumin                 | Loty kosmiczne, w których uczestniczył Walerij W. Riumin | Loty kosmiczne, w których uczestniczył Walerij W. Riumin | Loty kosmiczne, w których uczestniczył Walerij W. Riumin | Loty kosmiczne, w których uczestniczył Walerij W. Riumin | Loty kosmiczne, w których uczestniczył Walerij W. Riumin | Loty kosmiczne, w których uczestniczył Walerij W. Riumin |
| №                                                                        | Data startu                                              | Statek kosmiczny                                         | Data lądowania                                           | Statek kosmiczny                                         | Funkcja                                                  | Czas trwania                                             |
| ------------------------------------------------------------------------ | -------------------------------------------------------- | -------------------------------------------------------- | -------------------------------------------------------- | -------------------------------------------------------- | -------------------------------------------------------- | -------------------------------------------------------- |
| 1                                                                        | 9 października 1977                                      | Sojuz 25                                                 | 11 października 1977                                     | Sojuz 25                                                 | Inżynier pokładowy                                       | 2 dni 44 minuty i 45 sekund.                             |
| 2                                                                        | 25 lutego 1979                                           | Sojuz 32                                                 | 19 sierpnia 1979                                         | Sojuz 34                                                 | Inżynier pokładowy                                       | 175 dni 35 minut i 37 sekund.                            |
| 3                                                                        | 9 kwietnia 1980                                          | Sojuz 35                                                 | 11 października 1980                                     | Sojuz 37                                                 | Inżynier pokładowy                                       | 184 dni 20 godzin 11 minut i 35 sekund.                  |
| 4                                                                        | 2 czerwca 1998                                           | STS-91 Discovery F-24                                    | 12 czerwca 1998                                          | STS-91 Discovery F-24                                    | Specjalista misji (MS-4)                                 | 9 dni 19 godzin 54 minuty.                               |
| Łączny czas spędzony w kosmosie – 371 dni 17 godzin 25 minut i 57 sekund |                                                          |                                                          |                                                          |                                                          |                                                          |                                                          |